# وورونورا هایتس
وورونورا هایتس (به انگلیسی: Woronora Heights) یک حومه شهر در استرالیا است که در ساترلند شایر واقع شده‌است.